# Unayza
Unayza o Unaizah, també transcrit Onaizah, Onizah, Unayzah, etc. (àrab: عنيزة, ʿUnayza), és una ciutat de l'Aràbia Saudita, a l'emirat o província d'al-Qassim, a 35 km al sud de Burayda, la capital provincial, i uns 350 km al nord de Al-Riyad, a la regió nord-central del Najd i al sud de la vall de Wadi al-Rumma, la vall més llarga de la península d'Aràbia. És la segona ciutat de la província amb una població al cens del 2010 de 163.729 habitants. Fou una estació per pelegrins que anaven de l'Iraq a la Meca. El seu clima és desèrtic amb fred a l'hivern i calor a l'estiu i sempre baixa humitat. La sabkha d'al-Aushaziyah (un llac salat sec) es troba al nord de la ciutat. L'agricultura fou tradicionalment la seca activitat principal, amb el cultiu de dàtils i cereals (blat), i també la cria d'aus.

## Història
El nom d'Unayza ja s'esmenta a la poesia preislàmica i a la dels inicis de l'islam; llavors pertanyia als Banu Amir ibn Kurayz. De manera general els geògrafs medievals esmenten Unayza com un lloc amb aigua entre Bàssora i la Meca.
La ciutat fou governada per la família Al Sulaim des de 1822. El 1818 fou ocupada pels egipcis que hi van designar un governador en nom de l'imperi otomà de nom Abd Allah al-Khamei, però el príncep Yahya al-Sulaim el va matar el 1822 i va ocupar el poder local. La dinastia encara avui dia manté el poder d'acord amb un tractat escrit entre els Al Sulaim i els saudites signat el 1849. Des del 2007 el príncep local és Musaad Al Sulaim.

## Galeria

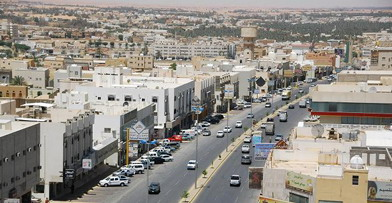
Carrer de l'Ambaixador
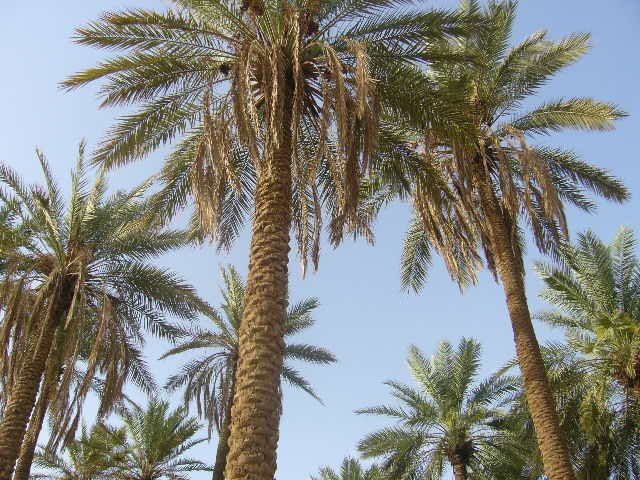
Palmeres
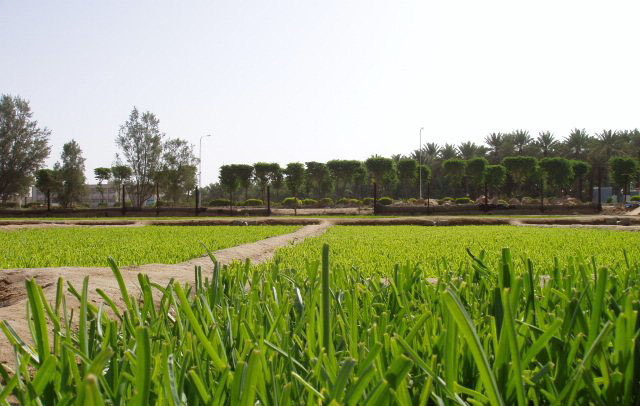
granja
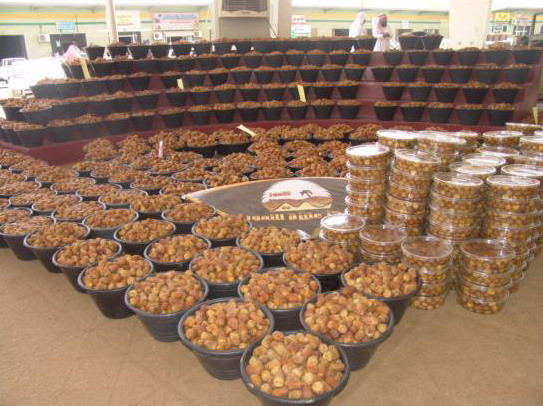
Festival Internacional dels dàtils a Unayza, any 2008
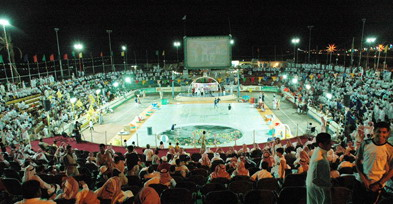
Amfiteatre durant un festival el 2005
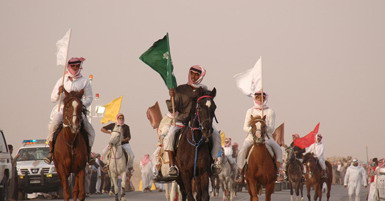
Festival del desert d'al-Ghadha
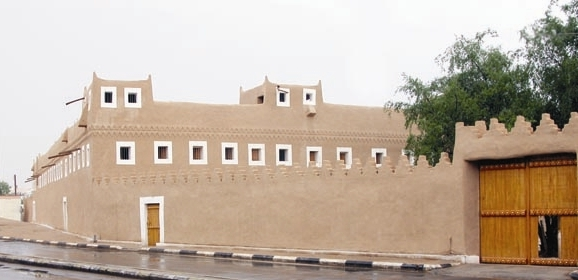
Casa Al Bassam, construïda el 1955, una atracció turística
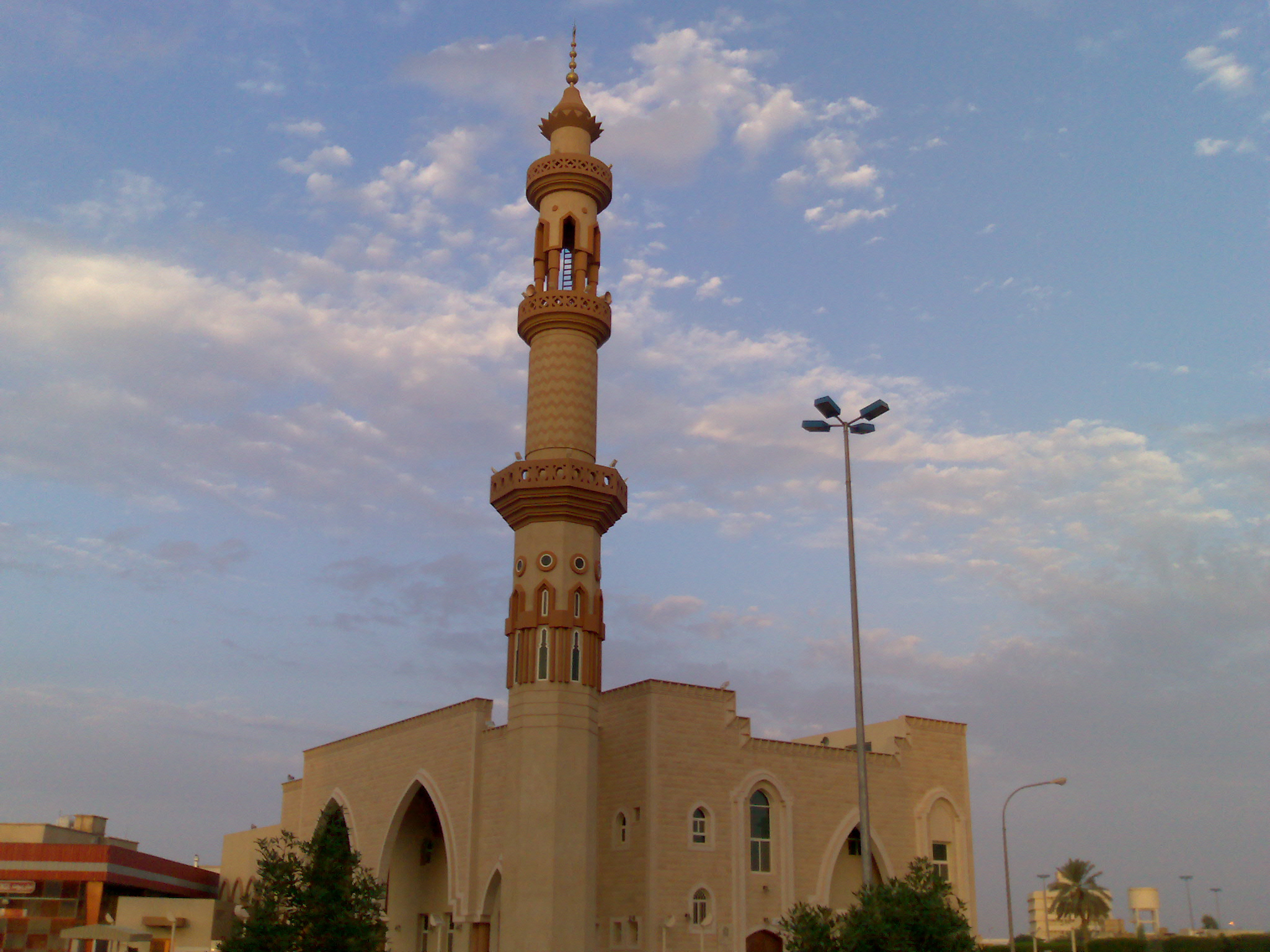
la gran mesquita d'al-Gadhi
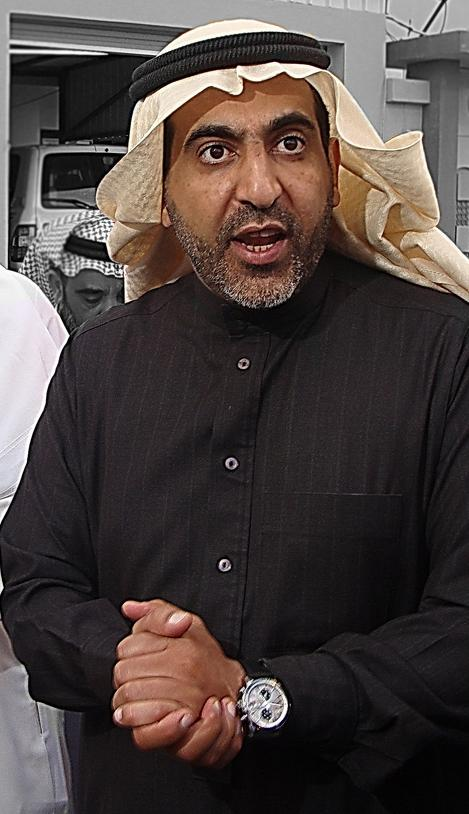
príncep governador Musaad Al-Sulaim
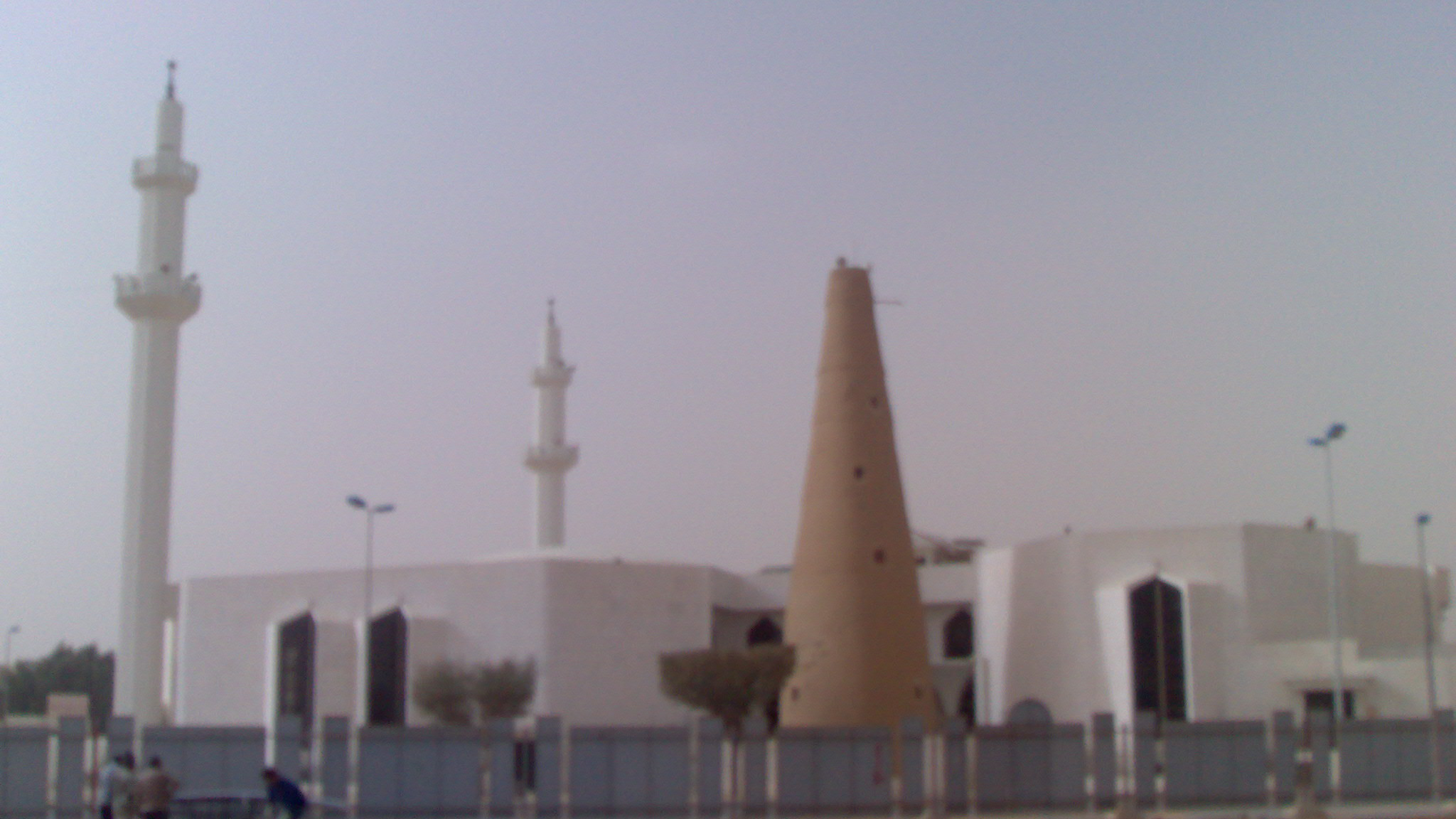
Mesquita Bin Uthaimeen
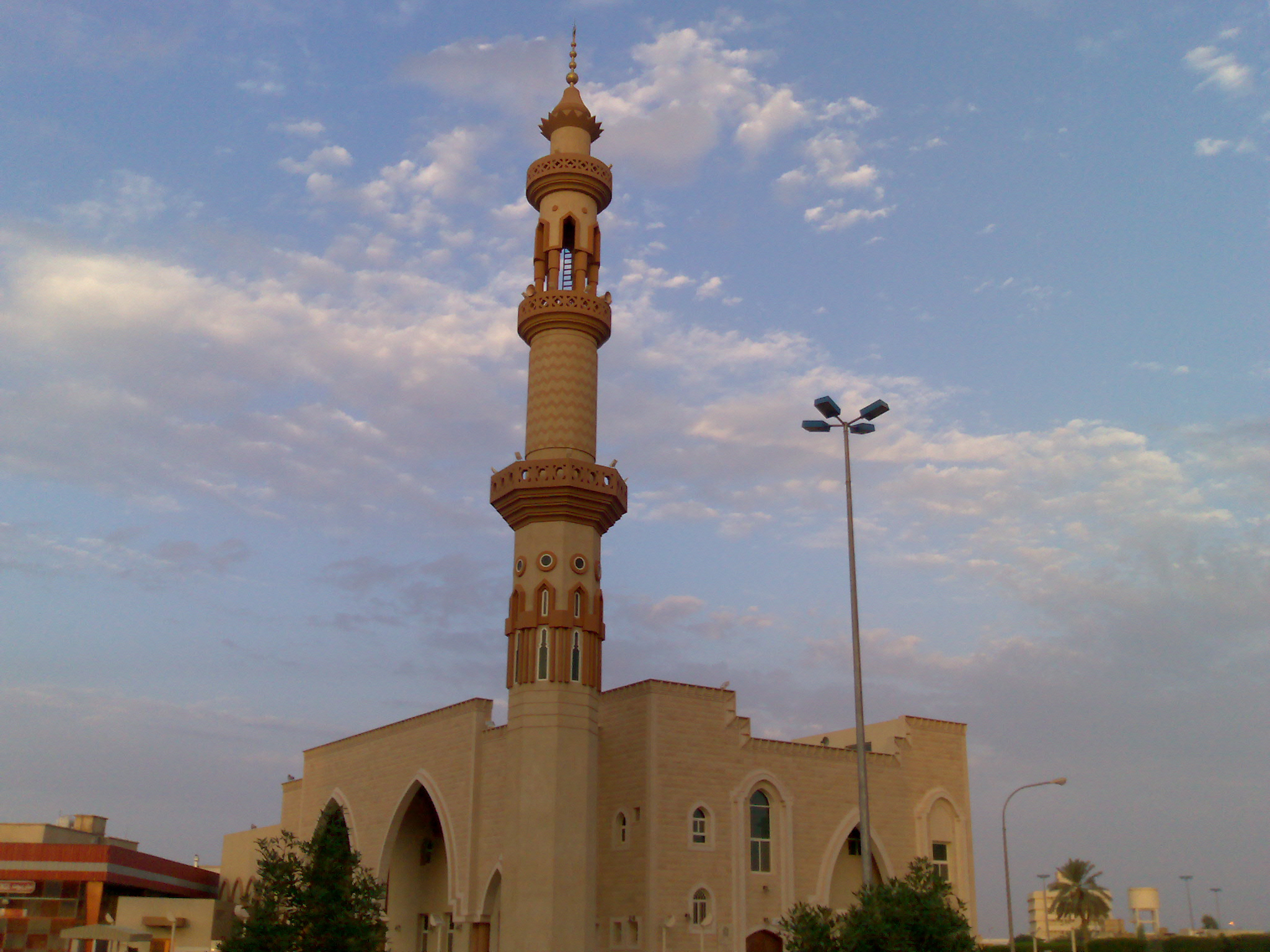
Mesquita al-Gadhi
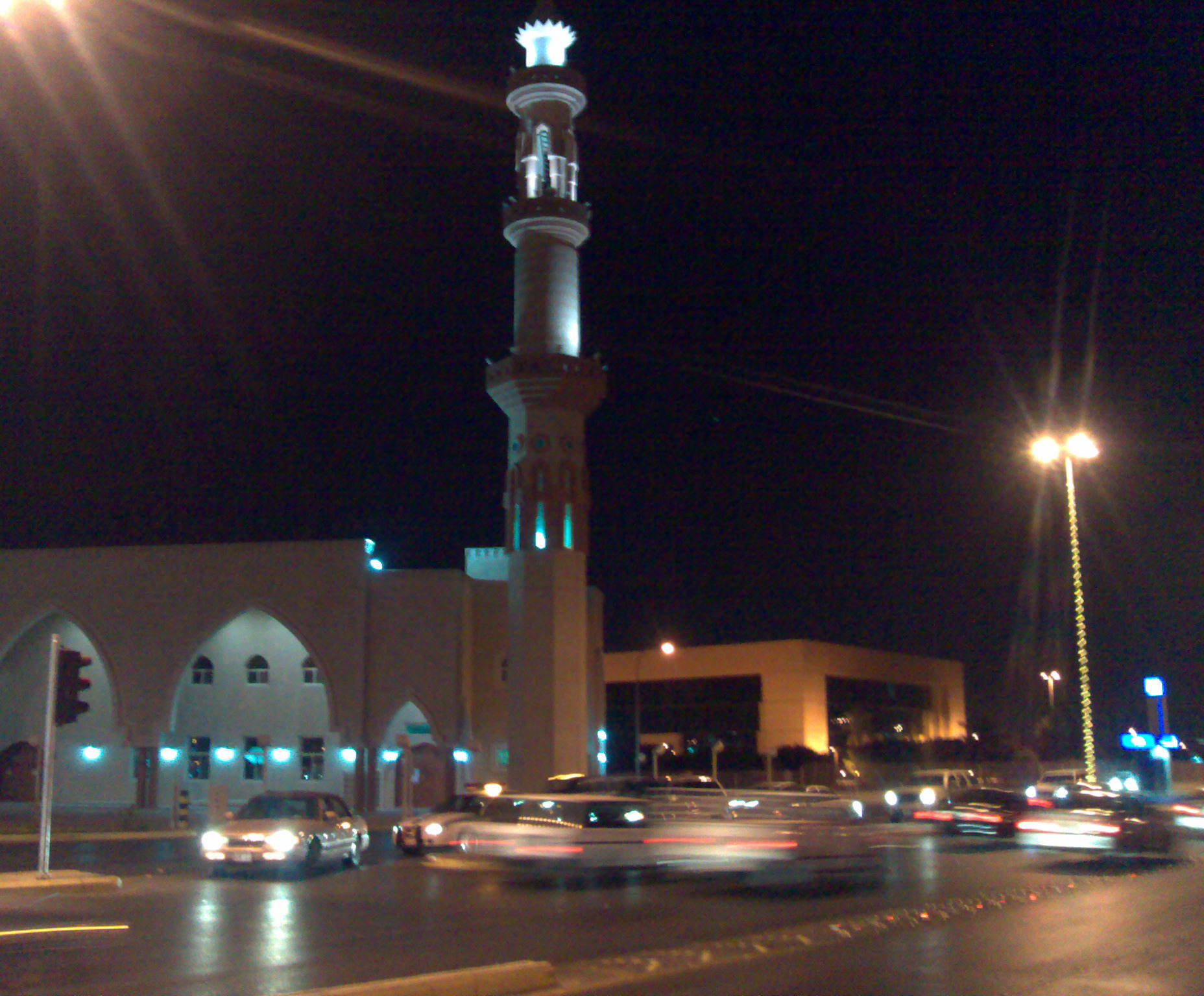
Mesquita al-Gadhi i edifici de la Municipalitat
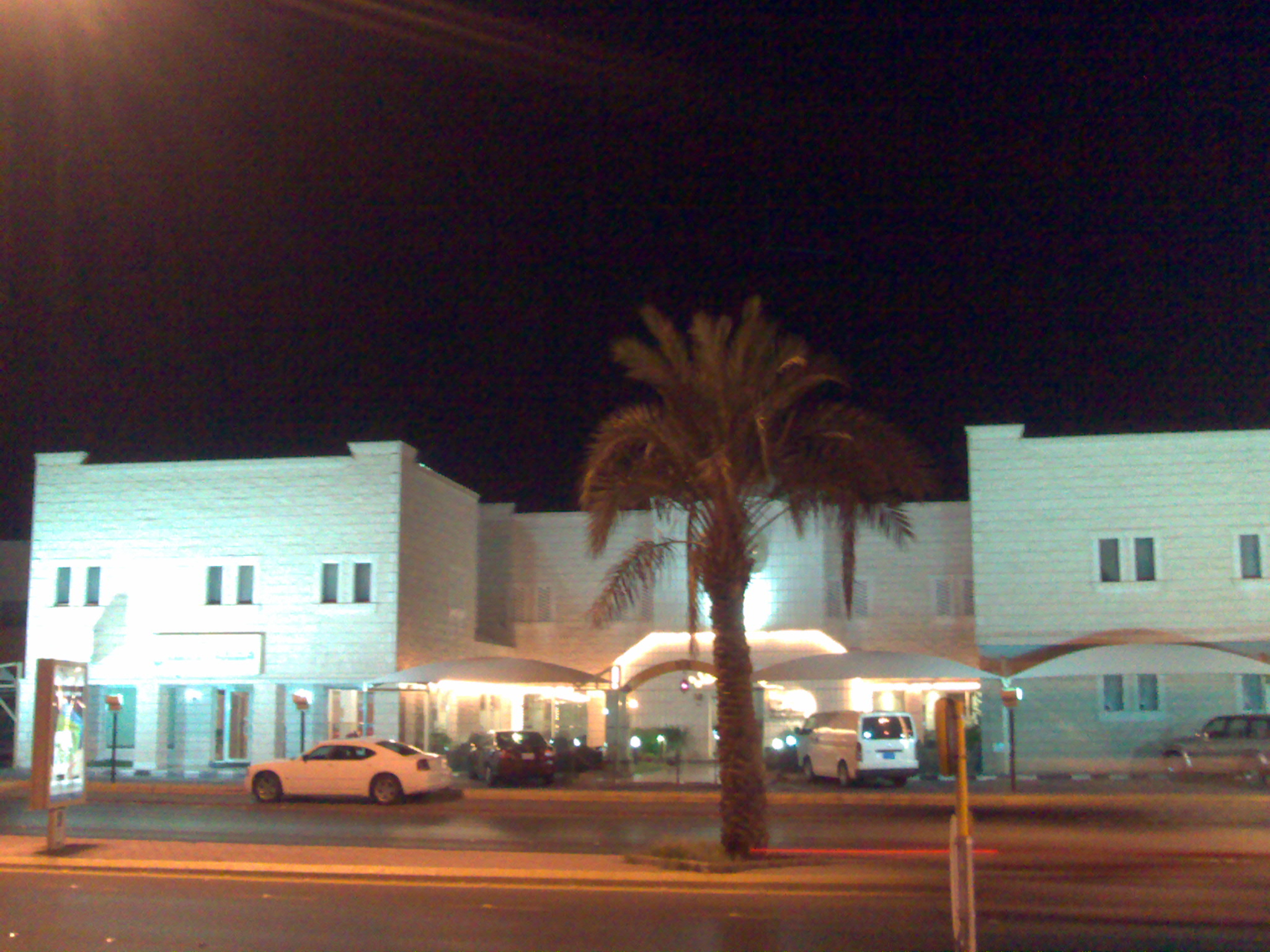
Hotel d'Unayza
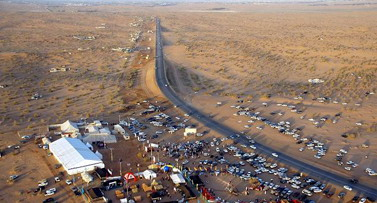
Vista aèria del festival del desert d'al-Ghadha del 2007